# T48 Gun Motor Carriage
Le T48 Gun Motor Carriage est un canon anti-char automoteur produit par la firme Diamond T entre 1942 et 1943 pour les Forces armées des États-Unis et l'armée britannique. La conception incorpore un canon de 57 mm M1, une production américaine du canon ordnance QF 6 pounder britannique, monté sur un M3 Half-track.
Au total, 962 véhicules sont fabriqués de 1942 à 1943. À l'origine, il est prévu que la Grande-Bretagne reçoive tous les exemplaires produits via le programme d'armement Lend-Lease, afin de les utiliser dans la guerre du désert, mais au moment où ils sont arrivés à disponibilité, la campagne est déjà terminée. En outre, le chasseur de chars M10, construit également à cet effet, commence à entrer en production. En conséquence, les Britanniques transfèrent650 Half-tracks à l'Union Soviétique dans le cadre du Programme d'aide soviétique. Ils conservent 30 véhicules alors que les unités restantes sont récupérées par l'armée des États-Unis. Par la suite, à l'exception des modèles utilisés par l'United States Army, les autres véhicules britanniques et américains sont reconvertis en Half-tracks standard. Les Soviétiques le désignent SU-57 (Samokhodnaya ustanovka (en) 57) et l'emploient notamment lors de l'opération Bagration et dans d'autres combats sur le Front de l'Est pendant la Seconde Guerre mondiale.

## Développement et spécifications

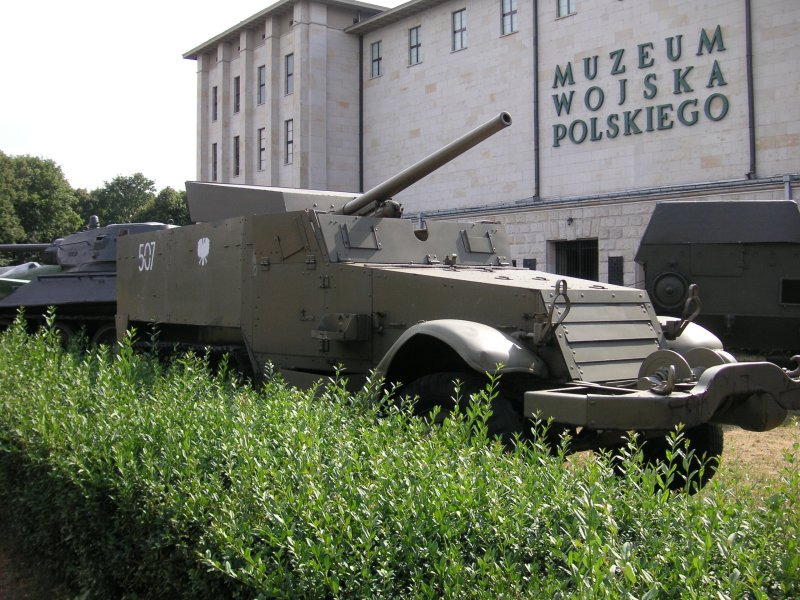
Un T48 au Musée de l'Armée polonaise.

La conception du T48 trouve son origine dans la volonté anglo-américaine de disposer d'un canon antichars autopropulsé de 6 livres,. Le cahier des charges est atteint en intégrant un canon de 57 mm M1 - la version de production américaine du canon britannique Ordnance QF 6 pounder - à l'arrière d'un M3 Half-track. Le premier lot de production est commandé en avril 1942. Les Américains abandonnent leurs exigences en raison de la conception d'un autre chasseur de char, le M10 Wolverine et le destine alors uniquement à être fourni à l'étranger dans le cadre du programme de prêt-bail ; le T48 n'a jamais été officiellement classifiée.
Le prototype est développé au terrain d'essai de l'armée Aberdeen Proving Ground en mai 1942. Le canon M1 de 57 mm est monté sur le mécanisme à recul M12 et installé sur un socle tubulaire. Le socle tubulaire est par la suite remplacé par une structure conique qui est désigné « 57 mm gun mount T5 ». Le canon sur le modèle pilote dispose d'un angle de visée de 27,5 degrés de chaque côté de la ligne médiane du véhicule (soit un total de 55 degrés), et d'une élévation de +15 à -5 degrés. Initialement un canon britannique calibre 43 Mark III de 6 livres a été installé, mais un canon M1 de 57 mm plus long (50 calibre) est préféré pour les modèles de production. La fixation originale - pour maintenir le canon en position fixe lorsque le véhicule se déplace - se révèle insatisfaisante et elle est remplacée par une sécurité sur le capot avant,.
La conception originale utilise un bouclier blindé issu du T44 57 mm Gun Motor Carriage (en), mais après les premiers essais insatisfaisants, un nouveau bouclier est conçu avec de l'acier durci de 5/8 de pouce d'épaisseur sur l'avant et 1/4 de pouce d'épaisseur sur les côtés et le haut. Le bouclier s'étend au-dessus de l'équipage avec une silhouette relativement basse de seulement 2,3 m. L'expérience obtenue avec le M3 Gun Motor Carriage lors de la campagne de Philippines, aboutie à l'emploi de phares démontables,,. Le T48 est accepté pour la production en 1942,.
La version de production du T48 Gun Motor Carriage mesure 6,4 m de long, 2,16 m de large et 2,1 m de haut. Il dispose d'un empattement de 3,44 m et pèse 9,45 tonnes. La suspension est composée de ressorts à lames pour les roues, tandis que les chenilles ont des ressorts en volute verticale (en). Le véhicule a une vitesse maximale de 72 km/h. Avec une capacité de carburant de 230 litres, il dispose d'une autonomie de 240 km. La puissance de 128 ch (95 kW) est fournie par un moteur à essence White 160AX de six cylindres et 6 330 cm3 disposant d'un taux de compression de 6:3:1. Le rapport puissance/poids est de 15,8 ch/tonne. Le T48 dispose également d'un blindage compris entre 6 et 12 millimètres. Il est armé avec un canon M1 de 57 mm avec 99 munitions en stock. Il est manœuvré par un équipage de cinq hommes : le commandant, l'artilleur, le chauffeur, le chargeur et l'opérateur radio.

## Service

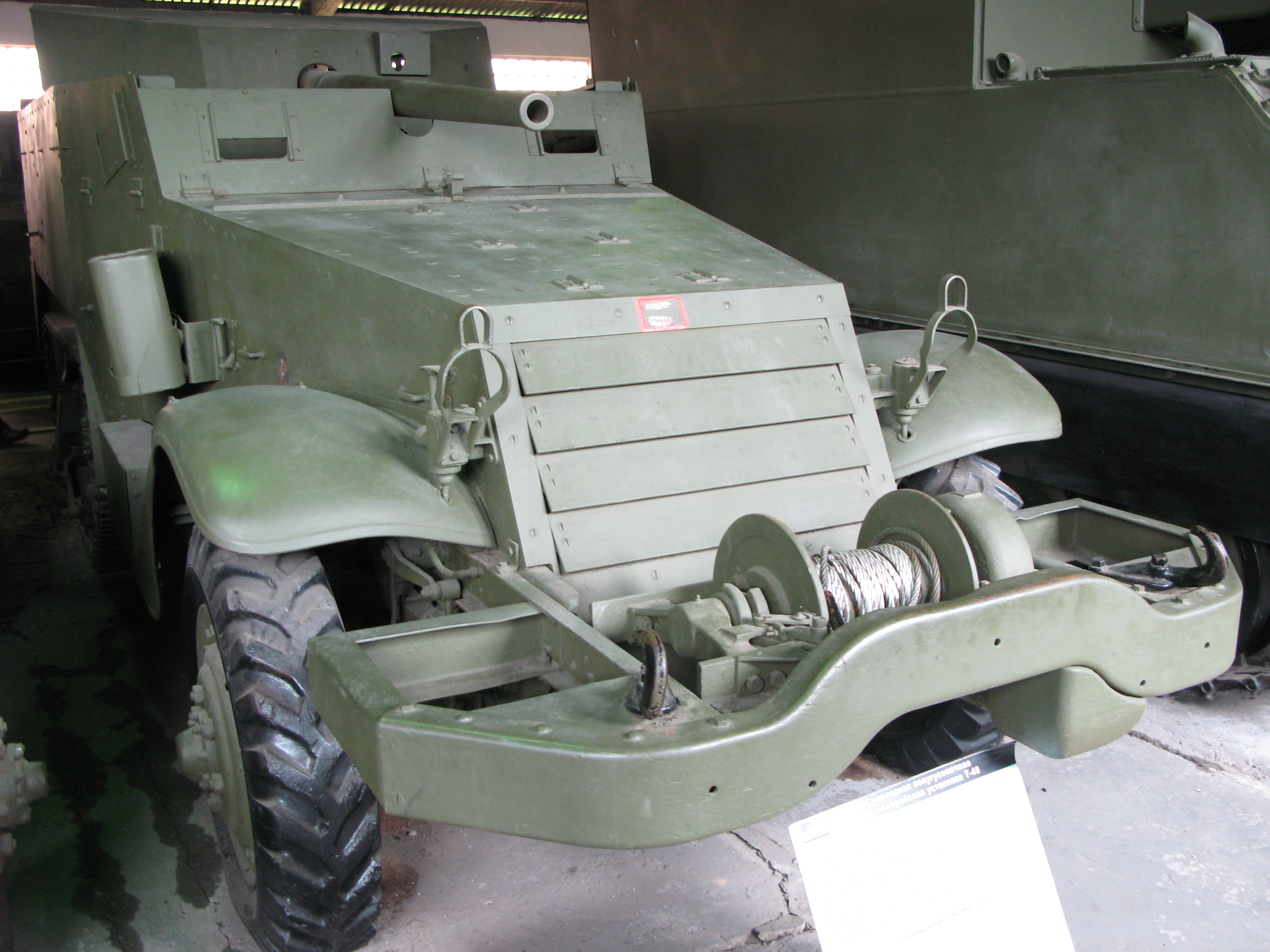
Un T48 au Musée des blindés de Koubinka.

Les livraisons du T48 débutent en 1942 avec 50 véhicules produits, suivis de 912 en 1943. Les Britanniques commandent tous les T48 qui sont produits, dans l'intention de les utiliser dans la guerre du désert. Mais au moment où les véhicules arrivent sur le théâtre d'opération à l'été 1943, les Britanniques ont déjà gagné. Pendant ce temps, le canon de 57 mm est remplacé par un canon de 75 mm américain, et par la suite, la disponibilité du canon Ordnance QF 17 pounder, signifie que le T48 ne correspond plus aux exigences britanniques. En conséquence, la plupart des véhicules sont immédiatement expédiés à l'Union soviétique dans le cadre du programme d'aide soviétique. Les Soviétiques reçoivent 650 véhicules,, qu'ils désignent comme SU-57 (Samokhodnaya ustanovka (en) 57). Un petit nombre d'entre eux sont transférés à l'Armée populaire polonaise,,.
La Grande-Bretagne conserve 30 unités, qui sont tous convertis en véhicules de transport, et les États-Unis récupèrent 282 T48. Sur les véhicules utilisés par les Forces armées des États-Unis, tous sauf un sont reconvertis en véhicules standard M3A1 en 1944,,. La conversion est réalisée au Chester Tank Depot. La Wehrmacht exploite également un certain nombre de T48 comme des transporteurs, après leur capture à la Grande-Bretagne et à l'Union soviétique.
Les Soviétiques utilisent le T48 le long du front oriental, principalement lors de l'opération Bagration. La 16e brigade de chasseurs de chars utilise un grand nombre de T48 en 1943 pendant l'offensive à travers le Dniepr, ainsi que la 19e brigade lors de la bataille de Baranow en août 1944. Le T48 sert également avec la 22e brigade d'artillerie autonome soviétique. Certaines de ces unités prennent également part aux offensives sur Berlin et sur Prague. L'armée populaire polonaise utilise des T48 assignées à la 7e batterie d'artillerie automotrice pour soutenir les attaques soviétiques en Allemagne et en Pologne. Dans l'armée soviétique, les véhicules sont attribués aux brigades à une échelle de 60 unités par brigade. Les véhicules sont généralement utilisés pour fournir un appui feu mobile, placé derrière l'infanterie, protégé par une crête ou une colline, pour tirer sur un large front et profiter de la longue portée des canons de 57 mm.

## Opérateurs
- L'armée rouge opère 650 T48 sous la désignation SU-57[3],[20].
- L'armée américaine opère 282 T48 reconstruit comme Half-track M3A1 en 1944[14].
- L'armée britannique opère 30 T48 reconstruits plus tard en tant que véhicules de transport[3],[14].
- L'armée polonaise opère 15 T48 exploités précédemment par l'Armée rouge[8].
- La Wehrmacht opère un petit nombre de T48 capturé au Royaume-Uni et l'Union soviétique[3]